# Roberto Olabe del Arco
Roberto Olabe del Arco (Salamanca, 5 maggio 1996) è un calciatore spagnolo, centrocampista del Turan Tovuz.

## Caratteristiche tecniche
È un mediano.

## Carriera
Cresciuto nel settore giovanile della Real Sociedad, ha debuttato fra i professionisti il 29 agosto 2015 disputando con la seconda squadra del club basco l'incontro di Segunda División B perso 1-0 contro l'Ebro.

## Palmarès

### Club

#### Competizioni internazionali
- Supercoppa UEFA: 1

Atlético Madrid: 2018